# Triebischtal (Klipphausen)
Triebischtal – dzielnica gminy Klipphausen w Niemczech, w kraju związkowym Saksonia, w okręgu administracyjnym Drezno, w powiecie Miśnia. Do 30 czerwca 2012 była to samodzielna gmina, którą połączono z gminą Klipphausen.